# Сковронно-Гурне
Сковронно-Гурне (пол. Skowronno Górne) — село в Польщі, у гміні Пінчів Піньчовського повіту Свентокшиського воєводства.
Населення — 121 особа (2011).
У 1975-1998 роках село належало до Келецького воєводства.

## Демографія
Демографічна структура на день 31 березня 2011 року:
|          | Загалом | Допрацездатний вік | Працездатний вік | Постпрацездатний вік |
| -------- | ------- | ------------------ | ---------------- | -------------------- |
| Чоловіки | 62      | 8                  | 44               | 10                   |
| Жінки    | 59      | 6                  | 32               | 21                   |
| Разом    | 121     | 14                 | 76               | 31                   |